# Ammophila dolichodera
Ammophila dolichodera es una especie de avispa del género Ammophila, familia Sphecidae.

## Taxonomía
Fue descrito por primera vez en 1884 por Kohl. 